# Macrobloc

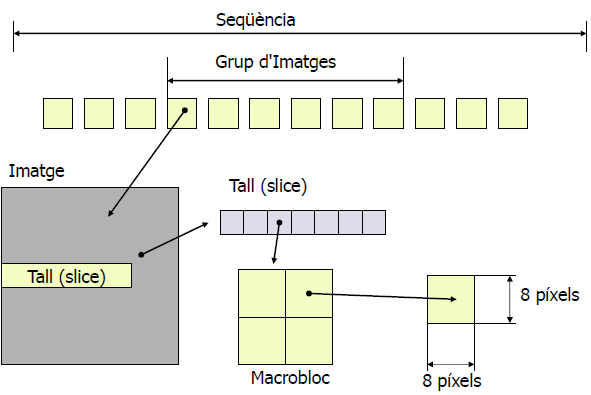
Exemple de la divisió d'una seqüència de vídeo

Els macroblocs són la unitat bàsica sobre la qual es fa la compensació de moviment. Aquests blocs contenen dades de luminància i crominància, posteriorment a l'hora de codificar, a cadascun d'aquests blocs se li aplicarà la DCT i se n'obtindrà uns coeficients quantificats uniformement llestos per a transmetre. La capçalera dels macroblocs proporciona informació sobre el tipus de codificació utilitzat en el macrobloc, l'escala del quantificador i els vector de moviment, i més valors.
Les seqüències de vídeo contenen una gran quantitat de redundància. L'objectiu de les tècniques de codificació és la reducció de la taxa de bits, analitzant la redundància i codificant la mínima informació necessària. Per tal d'assolir una màxima compressió i bona qualitat del vídeo, es divideixen les imatges de la seqüència de vídeo, en talls (slices), a la vegada que aquests es divideixen en macroblocs.

## Format dels macroblocs
```
+-------+-------+-------+----------+-----+----+----+------+
| DIR | TIPUS | QUANT | VEC. MOV | PCB | b0 | b1 | ... |
+-------+-------+-------+----------+-----+----+----+------+

```

- DIR.... Direcció del bloc a la imatge.
- TIPUS.... Identificador del tipus de macrobloc (imatges I, P i B).
- QUANT.... Valor de quantificació.
- VEC. MOV.... Vector de moviment.
- PCB.... Pattern Code Bloc, aquest valor ens indica que alguns blocs dins el macrobloc es troben fàcilment i d'altres no, és una sentinella indicant quins estan presents dins el bloc.
- Blocs (4 Y, 1 Cr, 1 Cb).

## Tipus de macroblocs
Els macroblocs són la base a l'hora de decidir de quina forma es codifica cada imatge abans de ser transmesa, existeixen cinc tipus de codificació d'imatges:
- Inter-frame: Els macroblocs es codifiquen sense referències a imatges anteriors. Es troben a les imatges I, P i B.
- Predictive-frame: Els macroblocs es prediuen d'imatges anteriors i la compensació de moviment. Es troben a les imatges P i B.
- Bi-Predictive-frame: Els macroblocs es prediuen a partir d'imatges anteriors, posteriors i la compensació de moviment. Tan sols es troben a les imatges B.
- Switching P-frame: Facilita la transició entre flux de dades codificats. Contenen macroblocs I i/o P.
- Switching I-frame: Facilita la transició entre fluxos de dades codificats. Contenen macroblocs SI, és un tipus especial intra-frame).

## Mètode
El que es pretén és detectar el moviment entre imatges, respecte als macroblocs que constitueixen els talls de les imatges de la seqüència. Llavors el que es fa, es comparar els blocs del fotograma a codificar, amb els blocs del fotograma de destí o de referència. Podem tenir dos tipus de comparacions, estimació backward o estimació forward (estimació de moviment).
En el cas ideal, els píxels corresponents dels blocs coincidents serien exactament iguals. No obstant això, aquest cas s'esdevé en molt rares ocasions, ja que la forma dels objectes en moviment varia respecte al punt de vista de l'observador o la llum reflectida sobre la seva superfície, i sempre es veura afectat pel soroll, conegut amb el nom de macroblocking.
Si es fixa a la foto, es diferencien a la imatge uns blocs formats en ella, que són deguts al fet que hi ha gran quantitat de moviment en aquella zona i la estimació de moviment no es correcte cent per cent. Un altre error que provoca el efecte de bloc es quan el BER (Bit Error Rate) és molt alt, per exemple i els errors de predicció de moviment són molt grans, aleshores al rebre el senyal de televisió ens dona errors de Macroblocking com aquests:

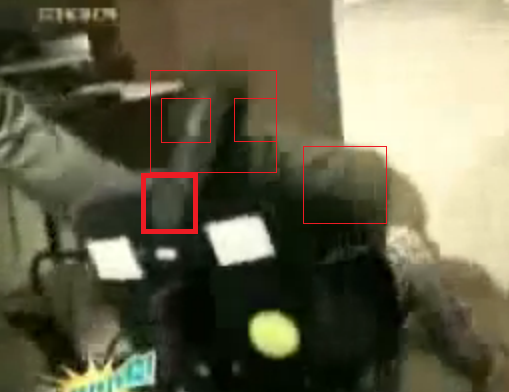
BER alt provoca errors de codificació

## Exemples

### MPEG-4 Part 10
En el còdec de vídeo, també conegut com a H.264/MPEG-4 AVC es realitzen particions de macroblocs depenent la quantitat de moviment que tingui la zona de la imatge. És a dir, a les zones on no hi ha gaire bé moviment, se li assignen macroblocs de 16x16 píxels, en canvi a les que contenen major quantitat de moviment, se li assignen macroblocs de 16x8, 8x16 o 8x8 píxels.

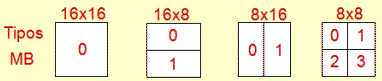
Macroblocs

### High Efficiency Video Coding (HEVC)
Actualment s'està estudiant un nou còdec conegut com a H.265. Els principals components i avantatges són els següents:
- Unitat de codificació: Les mides dels blocs van de 8x8 fins a 64x64 (supermacroblocs) en estructura d'arbre.
- Transformar: La mida de quadtree estructurat en blocs de 4x4 a 32x32 mostres.
- Intra predicció: Fins a 34 direccions de Predicció Intra.
- Interpolació: Interpolació de filtre, fins a 1/4 mostres.
- Predicció de moviment: Predicció avançada de vectors de moviment.
- Codificació d'entropia: CABAC o CAVLC.